# Kara (vùng)

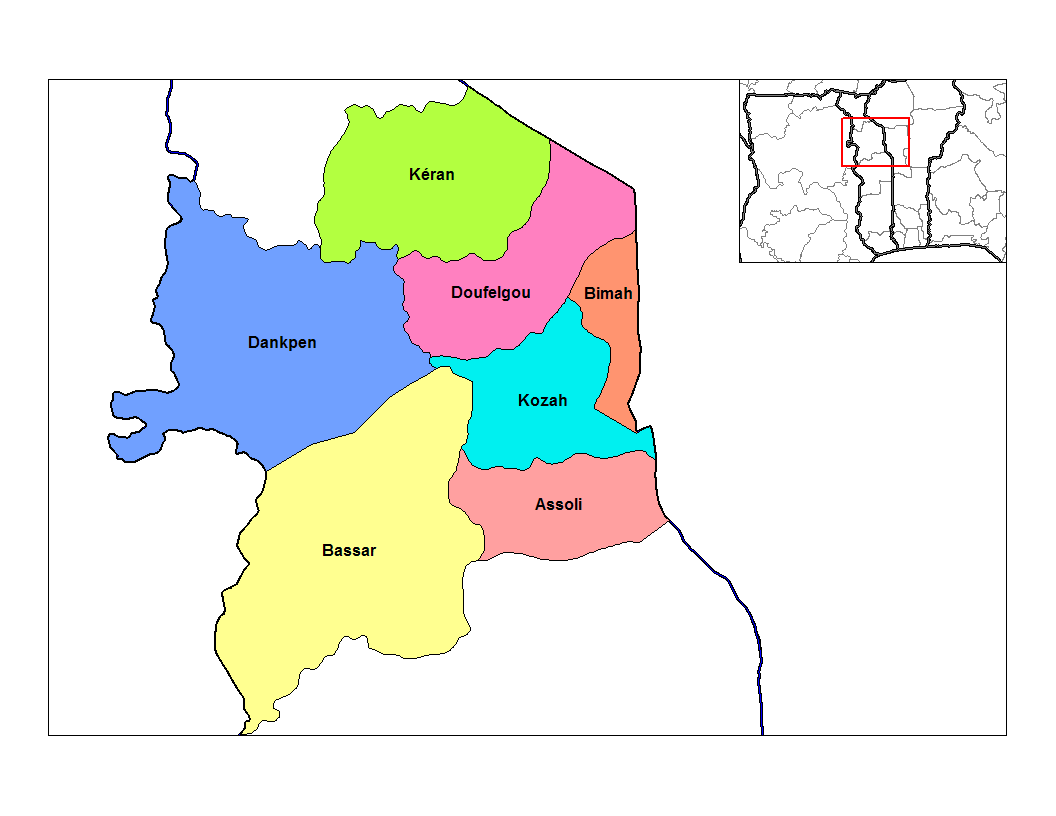
Các tỉnh của Kara

Kara là một trong 5 vùng của Togo. Kara là thủ phủ vùng này.
Các thành phố chính khác ở vùng Kara gồm Bafilo, Bassar, và Niamtougou.
Kara được chia thành các tỉnh Assoli, Bassar, Bimah, Dankpen, Doufelgou, Kéran, và Kozah.
Kara nằm ở phía bắc vùng Trung bộ và phía nam của vùng Savanes. Phía tây là vùng Bắc của Ghana, còn phía đông là các tỉnh Atakora (viễn bắc) và Donga (viễn nam) của Bénin.